# STM カルグ
STM カルグ
- 用途：無人航空機
- 製造者：STM
- 運用者： アゼルバイジャン トルコ
- 初飛行：2017年
- 運用開始：2020年

STM カルグ（英語:STM Kargu）は、トルコのSTM（Savunma Teknolojileri Mühendislik ve Ticaret A.Ş.）によって開発された、非対称戦・対ゲリラ戦向けの小型回転翼式徘徊型兵器である。自動操縦モード・手動操縦モードのどちらの形態でも、兵員1名で搬送が可能。カルグは、リアルタイム画像処理能力とプラットフォーム自体に組み込まれた機械学習アルゴリズムを通じて、静止目標や移動目標に対して効果的に使用できる。システムは、回転翼攻撃ドローン本体と地上管制ユニットで構成されている。
2021年3月に発表された国連安全保障理事会のリビア専門家パネルの報告書によると、2020年に爆発物を搭載したカルグが、有人操作なしに人工知能でリビア国民軍の部隊を探知し、攻撃したという。これは、無人機自身が自律行動で行った史上初の攻撃であると考えられている。
カルグはトルコ語で「山の観測塔」を意味しており、これはカルグが当初、空中からの哨戒や監視用のツールとして設計されたことに因んでいる。

## 性能
STMのCEOであるMurat Ikinci氏が示唆したところによると、カルグには顔認識システムがあり、特定の個人を探すことが可能である。さらに、集団でのスウォーム攻撃により高度な防空システムであっても飽和させ、多数の目標をきわめて迅速に破壊することができる。同社のYouTubeチャンネルでは、複数機のカルグ-2ドローンが編隊を組んで運用されている動画が公開されており、カルグ-2が集団として運用できる能力を示している。ただし、この集団が自律的に標的を識別・選択し、攻撃を調整する能力については、実際にSTMが証明したことはない。
その他、以下のような機能がある
- 昼夜間運用能力
- 自律的で正確な攻撃
- 様々な弾薬オプション
- 移動目標の追跡
- ナビゲーションおよび制御アルゴリズム
- 1人での展開および操作
- 飛行中の任務中止および緊急自爆機能

## 運用史
カルグは、シリアとリビアでトルコ軍によって使用された。また、2020年のナゴルノ・カラバフ戦争中にアゼルバイジャンが使用したと報じられているが、アゼルバイジャン当局が認めたことはない。
2021年3月に発表された国連安全保障理事会のリビア専門家パネルの報告書によると、2020年にカルグ-2ドローンがリビアで人間の目標を追い詰めて攻撃した。これは、殺傷兵器で武装した自律型殺人ロボットが人間を攻撃した初めての事例の可能性がある。ただし、カルグ-2が自律的に目標を攻撃する能力については、STMによって実証されたことはない。カルグ-2の性能を示す宣伝動画では、人間のオペレーターが目標を選択した上で攻撃モードを作動させ、ドローンが選択された目標に対して突入自爆を行っていることのみが示されている。

## 採用国
- アゼルバイジャン: 27機以上[7]。
- トルコ: 500機が運用可能[12]。

### 可能性のある国
STMは、カルグの輸出販売について、匿名の3か国と話し合っていると明らかにした。STMは「砂漠、ツンドラ、熱帯環境」について言及し、買い手がトルコから離れた国である可能性を示唆している。
2022年9月、トルコのメヴリュット・チャヴシュオール外相は日本記者クラブで講演し、カルグ-2を含むトルコ製無人機を日本に売却する意向があることに言及した。
国連のパネルで、リビア国民合意政府に関連する部隊がカルグ無人機、具体的にはカルグ-2型を受け取った可能性が高いと言及された。
ペルーでは、同国のDiseños Casanave International S.A.C.と協力し、ペルー軍への売り込みを行っている。

## 仕様
出典：STM公式ウェブサイト

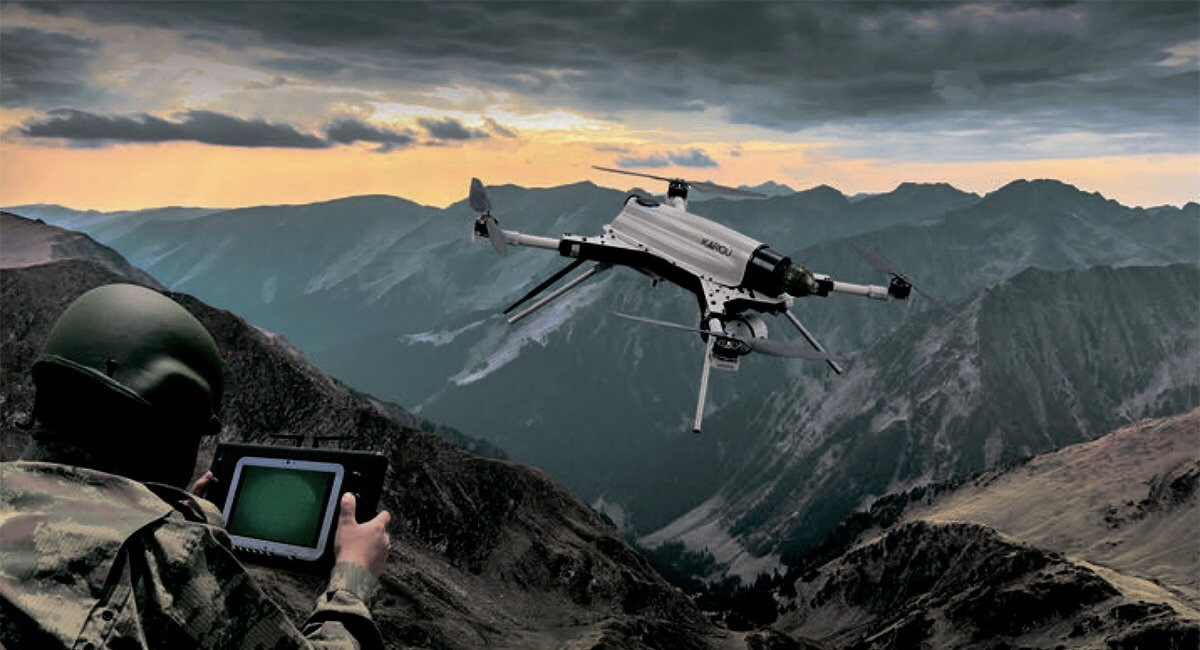

- 乗員:無人（機上）、オペレーター1名（陸上）
- 長さ:60cm（2フィート）
- 翼幅:60cm（2フィート）
- 重量:7,060g（15.56ポンド）

### 性能
- 最高速度:72km/h（39ノット）
- 運用高度:500m（1,600フィート）
- 最大高度:2,800m（9,200フィート）
- 航続時間:30分
- 航続距離:10km（6.2マイル）

### 弾頭
- 様々な弾薬オプションがあり、使用直前に弾薬を装着する

### アビオニクス
- 光学10倍ズーム付きカメラ
- 人工知能機械学習アルゴリズム
- 目標の識別と追跡